# John Fernström
John Axel Fernström (født 6. december 1897 i Yichang, Kina - død 19. oktober 1961 i Lund, Sverige) var en svensk komponist, lærer, violinist og dirigent.
Fernström s forældre var missionære i Kina, og da han som ung vendte hjem til Sverige, begyndte han at studere violin ved Malmö Muskkonservatorium. Han forsatte sin violinstudier i København og i Berlin. Fernström studerede samtidig Komposition i København hos Peder Gram, og direktion og komposition i Tyskland på Musikkonservatoriet I Sonderhausen. Han var en vigtig svensk symfoniker og skrev 12 symfonier, orkesterværker, operaer, kormusik, koncertmusik, kammermusik, sange etc. Fernström arbejdede som violinist og dirigent, og han var også stifter og leder af Musikkonservatoriet i Lund, hvor han også underviste i komposition. Fernström hører til de ledende svenske komponister i det 20. århundrede.

## Udvalgte værker
- Symfoni nr. 1 "Til minde" (1920) - for orkester
- Symfoni nr. 2 (1925) - for orkester
- Symfoni nr. 3 "Eksotisk" (1928) - for orkester
- Symfoni nr. 4 (1930) - for orkester
- Symfoni nr. 5 (1934) - for orkester
- Symfoni nr. 6 (1939) - for orkester
- Symfoni nr. 7 "Sinfonietta i form af en kirkesonate" (1941) - for orkester
- Symfoni nr. 8 "Elsker Studiorum" (1942) - for orkester
- Symfoni nr. 9 "Lille Symfoni" (1943) - for orkester
- Symfoni nr. 10 "Diskret Symfoni" (1947)- for orkester
- Symfoni nr. 11 "Uden maske" (1945) - for kor og orkester
- Symfoni nr. 12 (1951) - for orkester